# Wuppertaler Sport-Verein 1992-1993
Questa voce raccoglie le informazioni riguardanti il Wuppertaler Sport-Verein nelle competizioni ufficiali della stagione 1992-1993.

## Stagione
Nella stagione 1992-1993 il Wuppertal, allenato da Gerd vom Bruch e Michael Lorkowski, concluse il campionato di 2. Bundesliga al 13º posto. In Coppa di Germania il Wuppertal fu eliminato al secondo turno dall'Eisenhüttenstädter Stahl.

## Rosa
| N. |                      | Ruolo | Calciatore        |
| -- | -------------------- | ----- | ----------------- |
|    | Germania (bandiera)  | P     | Jörg Albracht     |
|    | Germania (bandiera)  | P     | André Lenz        |
|    | Germania (bandiera)  | P     | Thomas Richter    |
|    | Germania (bandiera)  | D     | Kurt Balewski     |
|    | Ungheria (bandiera)  | D     | Mátyás Jurácsik   |
|    | Germania (bandiera)  | D     | Waldemar Ksienzyk |
|    | Germania (bandiera)  | D     | Rudi Müller       |
|    | Germania (bandiera)  | D     | Dirk Pusch        |
|    | Rep. Ceca (bandiera) | D     | František Straka  |
|    | Germania (bandiera)  | D     | Mirko Vogt        |
|    | Germania (bandiera)  | D     | Ralf Voigt        |
|    | Germania (bandiera)  | C     | Jörg Beyel        |
|    | Germania (bandiera)  | C     | Siegmar Bieber    |
|    | Germania (bandiera)  | C     | Christian Broos   |

| N. |                                 | Ruolo | Calciatore          |
| -- | ------------------------------- | ----- | ------------------- |
|    | Bosnia ed Erzegovina (bandiera) | C     | Vlatko Glavaš       |
|    | Germania (bandiera)             | C     | Knut Hartwig        |
|    | Germania (bandiera)             | C     | Lars Kindgen        |
|    | Germania (bandiera)             | C     | Uwe Kober           |
|    | Germania (bandiera)             | C     | Eike Küttner        |
|    | Germania (bandiera)             | C     | Thomas Pröpper      |
|    | Germania (bandiera)             | C     | Hans-Werner Reif    |
|    | Germania (bandiera)             | C     | Thorsten Schmugge   |
|    | Polonia (bandiera)              | C     | Mieczysław Szewczyk |
|    | Germania (bandiera)             | C     | Frank Zilles        |
|    | Corea del Sud (bandiera)        | A     | Hwang Sun-hong      |
|    | Germania (bandiera)             | A     | Wolfram Klein       |
|    | Germania (bandiera)             | A     | Michael Tönnies     |

## Organigramma societario
Area tecnica
- Allenatore: Michael Lorkowski
- Allenatore in seconda:
- Preparatore dei portieri:
- Preparatori atletici:

## Calciomercato

### Sessione estiva
| Acquisti | Acquisti          | Acquisti             | Acquisti |
| R.       | Nome              | da                   | Modalità |
| -------- | ----------------- | -------------------- | -------- |
| C        | Jörg Beyel        | Duisburg             |          |
| C        | Vlatko Glavaš     | Rot-Weiss Essen      |          |
| C        | Knut Hartwig      | Bochum II            |          |
| A        | Hwang Sun-hong    | Bayer Leverkusen II  |          |
| A        | Wolfram Klein     | Preußen Krefeld      |          |
| C        | Uwe Kober         | Duisburg             |          |
| D        | Waldemar Ksienzyk | Blau-Weiß Berlin     |          |
| C        | Eike Küttner      | Blau-Weiß Berlin     |          |
| P        | André Lenz        | Wuppertal (juniores) |          |
| C        | Thorsten Schmugge | Bochum               |          |
| D        | František Straka  | Hansa Rostock        |          |
| A        | Michael Tönnies   | Duisburg             |          |
| D        | Ralf Voigt        | Osnabrück            |          |

| Cessioni | Cessioni           | Cessioni            | Cessioni |
| R.       | Nome               | a                   | Modalità |
| -------- | ------------------ | ------------------- | -------- |
| A        | Nizar Trabelsi     | 1. FC Wülfrath      |          |
| D        | Björn Arens        | Colonia II          |          |
| D        | Sven Christians    | Bochum              |          |
| C        | Michael Kentschke  | Bayer Leverkusen II |          |
| D        | Rytis Naruševičius | 1. FC Wülfrath      |          |
| D        | Marc Schweiger     | Rot-Weiss Essen     |          |

### Sessione invernale
| Acquisti | Acquisti            | Acquisti     | Acquisti |
| R.       | Nome                | da           | Modalità |
| -------- | ------------------- | ------------ | -------- |
| C        | Mieczysław Szewczyk | Ruch Chorzów |          |

| Cessioni | Cessioni | Cessioni | Cessioni |
| R.       | Nome     | a        | Modalità |
| -------- | -------- | -------- | -------- |

## Risultati

### 2. Bundesliga

#### Girone di andata
| Arbitro: | Kasper |

|                            |           |           |
| Hwang 26’ Tönnies 32’, 34’ | Marcatori | 90’ Klopp |

| Arbitro: | Scheuerer |

|                               |           |           |
| Westerbeek 81’ Struckmann 86’ | Marcatori | 36’ Hwang |

| Arbitro: | Strigel |

|  |           |            |
|  | Marcatori | 77’ Thoben |

| Arbitro: | Berg |

|                           |           |           |
| Jurgeleit 43’ Cardoso 73’ | Marcatori | 70’ Hwang |

| Arbitro: | Führer |

|                                   |           |  |
| Hartwig 20’ Klein 37’ Tönnies 56’ | Marcatori |  |

| Arbitro: | Fischer |

|               |           |  |
| Schmöller 89’ | Marcatori |  |

| Arbitro: | Stenzel |

|                          |           |  |
| Klein 1’ Müller 18’, 82’ | Marcatori |  |

| Arbitro: | Haupt |

|                              |           |                        |
| Buchheister 8’, 55’ Aden 87’ | Marcatori | 24’ Pröpper 39’ Müller |

| Arbitro: | Steinborn |

|              |           |  |
| Schmugge 68’ | Marcatori |  |

| Wuppertal 21 agosto 1992, ore 19:30 CEST 10ª giornata | Wuppertal | 0 – 0 referto | Hannover 96 | Stadion am Zoo (10 000 spett.)\| Arbitro: \| Fleske \| |
| Arbitro:                                              | Fleske    |               |             |                                                        |

| Arbitro: | Ziller |

|              |           |  |
| Pasul'ko 19’ | Marcatori |  |

| Wuppertal 28 agosto 1992, ore 19:30 CEST 12ª giornata | Wuppertal  | 0 – 0 referto | Unterhaching | Stadion am Zoo (6 500 spett.)\| Arbitro: \| Wippermann \| |
| Arbitro:                                              | Wippermann |               |              |                                                           |

| Arbitro: | Müller |

|               |           |             |
| Persigehl 45’ | Marcatori | 83’ Tönnies |

| Arbitro: | Wittke |

|                  |           |  |
| Tönnies 22’, 87’ | Marcatori |  |

| Arbitro: | Brandauer |

|             |           |  |
| Wollitz 17’ | Marcatori |  |

| Arbitro: | Buchhart |

|                        |           |  |
| Voigt 24’ Ksienzyk 60’ | Marcatori |  |

| Arbitro: | Brandt-Chollé |

|                                  |           |             |
| Bobic 28’, 84’ Shala 66’ Epp 79’ | Marcatori | 38’ Hartwig |

| Arbitro: | Fröhlich |

|                                              |           |             |
| Straka 40’ Voigt 50’ Hartwig 69’ Tönnies 90’ | Marcatori | 34’ Schmidt |

| Arbitro: | Wagner |

|                     |           |                       |
| Holze 22’ Reich 41’ | Marcatori | 58’ Voigt 66’ Küttner |

| Arbitro: | Dardenne |

|                  |           |  |
| Tönnies 10’, 84’ | Marcatori |  |

| Arbitro: | Fischer |

|             |           |              |
| Pröpper 80’ | Marcatori | 19’ Ksienzyk |

| Arbitro: | Zerr |

|                       |           |                            |
| Tönnies 13’ Pusch 43’ | Marcatori | 3’ Schreiber 48’ Akpoborie |

| Arbitro: | Amerell |

|             |           |                        |
| Kirsten 84’ | Marcatori | 4’ Tönnies 71’ Küttner |

#### Girone di ritorno
| Arbitro: | Kemmling |

|  |           |             |
|  | Marcatori | 86’ Küttner |

| Arbitro: | Dellwing |

|             |           |                  |
| Hartwig 54’ | Marcatori | 47’ (aut.) Voigt |

| Arbitro: | Schmidt |

|               |           |            |
| Rauffmann 82’ | Marcatori | 74’ Straka |

| Arbitro: | Weise |

|  |           |            |
|  | Marcatori | 53’ Hubner |

| Arbitro: | Mölm |

|                      |           |  |
| Ottens 35’ Manzi 58’ | Marcatori |  |

| Arbitro: | Pohlmann |

|           |           |                          |
| Pusch 45’ | Marcatori | 60’ Demandt 71’ Lünsmann |

| Darmstadt 6 marzo 1993, ore 15:30 CET 30ª giornata | Darmstadt | 0 – 0 referto | Wuppertal | Stadion am Böllenfalltor (2 535 spett.)\| Arbitro: \| Kasper \| |
| Arbitro:                                           | Kasper    |               |           |                                                                 |

| Arbitro: | Fux |

|  |           |              |
|  | Marcatori | 71’ Schweska |

| Arbitro: | Hauer |

|                            |           |  |
| Rische 26’ Anders 45’, 66’ | Marcatori |  |

| Arbitro: | Buchhart |

|                             |           |             |
| Daschner 41’ Sundermann 57’ | Marcatori | 31’ Pröpper |

| Arbitro: | Brandt-Chollé |

|             |           |                       |
| Pröpper 27’ | Marcatori | 25’ Deffke 39’ Holzer |

| Unterhaching 12 aprile 1993, ore 15:00 CEST 35ª giornata | Unterhaching | 0 – 0 referto | Wuppertal | Stadion am Sportpark (3 500 spett.)\| Arbitro: \| Leimert \| |
| Arbitro:                                                 | Leimert      |               |           |                                                              |

| Arbitro: | Kemmling |

|                       |           |  |
| Kober 13’ Tönnies 88’ | Marcatori |  |

| Düsseldorf 24 aprile 1993, ore 15:30 CEST 37ª giornata | Fortuna Düsseldorf | 0 – 0 referto | Wuppertal | Rheinstadion (14 200 spett.)\| Arbitro: \| Zerr \| |
| Arbitro:                                               | Zerr               |               |           |                                                    |

| Arbitro: | Best |

|             |           |           |
| Tönnies 75’ | Marcatori | 80’ Palma |

| Oldenburg 2 maggio 1993, ore 15:00 CEST 39ª giornata | Oldenburg | 0 – 0 referto | Wuppertal | Marschweg-Stadion (3 000 spett.)\| Arbitro: \| Schäfer \| |
| Arbitro:                                             | Schäfer   |               |           |                                                           |

| Arbitro: | Fleske |

|             |           |  |
| Hartwig 40’ | Marcatori |  |

| Arbitro: | Wagner |

|                             |           |             |
| Braun 36’, 55’ Seeliger 47’ | Marcatori | 85’ Tönnies |

| Arbitro: | Merk |

|                                        |           |              |
| Straka 23’ Müller 64’ Tönnies 69’, 84’ | Marcatori | 12’ Dammeier |

| Arbitro: | Fröhlich |

|  |           |           |
|  | Marcatori | 12’ Pusch |

| Arbitro: | Willems |

|           |           |  |
| Pusch 86’ | Marcatori |  |

| Arbitro: | Wiesel |

|                                        |           |           |
| Szangolies 42’ Akpoborie 70’ Weber 76’ | Marcatori | 37’ Klein |

| Arbitro: | Strampe |

|                                            |           |                                       |
| Szewczyk 40’, 48’ Ksienzyk 51’ Tönnies 73’ | Marcatori | 35’ Nachtweih 58’ Kirsten 76’ Hofmann |

### Coppa di Germania
| Arbitro: | Sather |

|                                          |                      |                                              |
| Culafic 94’                              | Marcatori            | 118’ Voigt                                   |
| Klenge Schulz Bartz Weber Schulz Culafic | Tiri di rigore 5 – 4 | Schmugge Ksienzyk Bieber Kindgen Pusch Klein |

## Statistiche

### Statistiche di squadra
| Competizione      | Punti | In casa | In casa | In casa | In casa | In casa | In casa | In trasferta | In trasferta | In trasferta | In trasferta | In trasferta | In trasferta | Totale | Totale | Totale | Totale | Totale | Totale | DR |
| Competizione      | Punti | G       | V       | N       | P       | Gf      | Gs      | G            | V            | N            | P            | Gf           | Gs           | G      | V      | N      | P      | Gf     | Gs     | DR |
| ----------------- | ----- | ------- | ------- | ------- | ------- | ------- | ------- | ------------ | ------------ | ------------ | ------------ | ------------ | ------------ | ------ | ------ | ------ | ------ | ------ | ------ | -- |
| 2. Bundesliga     | 45    | 23      | 13      | 5       | 5       | 38      | 17      | 23           | 3            | 8            | 12           | 17           | 33           | 46     | 16     | 13     | 17     | 55     | 50     | +5 |
| Coppa di Germania | -     | 0       | 0       | 0       | 0       | 0       | 0       | 1            | 0            | 1            | 0            | 1            | 1            | 1      | 0      | 1      | 0      | 1      | 1      | 0  |
| Totale            | 45    | 23      | 13      | 5       | 5       | 38      | 17      | 24           | 3            | 9            | 12           | 18           | 34           | 47     | 16     | 14     | 17     | 56     | 51     | +5 |

### Andamento in campionato
| Giornata  | 1 | 2  | 3  | 4  | 5  | 6  | 7  | 8  | 9  | 10 | 11 | 12 | 13 | 14 | 15 | 16 | 17 | 18 | 19 | 20 | 21 | 22 | 23 | 24 | 25 | 26 | 27 | 28 | 29 | 30 | 31 | 32 | 33 | 34 | 35 | 36 | 37 | 38 | 39 | 40 | 41 | 42 | 43 | 44 | 45 | 46 |
| --------- | - | -- | -- | -- | -- | -- | -- | -- | -- | -- | -- | -- | -- | -- | -- | -- | -- | -- | -- | -- | -- | -- | -- | -- | -- | -- | -- | -- | -- | -- | -- | -- | -- | -- | -- | -- | -- | -- | -- | -- | -- | -- | -- | -- | -- | -- |
| Luogo     | C | T  | C  | T  | C  | T  | C  | T  | C  | C  | T  | C  | T  | C  | T  | C  | T  | C  | T  | C  | T  | C  | T  | T  | C  | T  | C  | T  | C  | T  | C  | T  | T  | C  | T  | C  | T  | C  | T  | C  | T  | C  | T  | C  | T  | C  |
| Risultato | V | P  | P  | P  | V  | P  | V  | P  | V  | N  | P  | N  | N  | V  | P  | V  | P  | V  | N  | V  | N  | N  | V  | V  | N  | N  | P  | P  | P  | N  | P  | P  | P  | P  | N  | V  | N  | N  | N  | V  | P  | V  | V  | V  | P  | V  |
| Posizione | 2 | 10 | 16 | 21 | 16 | 19 | 16 | 19 | 16 | 15 | 19 | 18 | 19 | 14 | 16 | 14 | 16 | 13 | 13 | 11 | 12 | 11 | 9  | 8  | 8  | 7  | 9  | 11 | 11 | 11 | 15 | 17 | 19 | 19 | 19 | 17 | 17 | 16 | 16 | 14 | 17 | 14 | 14 | 13 | 13 | 13 |

Legenda:

Luogo: C = Casa; T = Trasferta. Risultato: V = Vittoria; N = Pareggio; P = Sconfitta.

### Statistiche dei giocatori
| Giocatore   | 2. Bundesliga | 2. Bundesliga | 2. Bundesliga | 2. Bundesliga | Coppa di Germania | Coppa di Germania | Coppa di Germania | Coppa di Germania | Totale   | Totale | Totale      | Totale     |
| Giocatore   | Presenze      | Reti          | Ammonizioni   | Espulsioni    | Presenze          | Reti              | Ammonizioni       | Espulsioni        | Presenze | Reti   | Ammonizioni | Espulsioni |
| ----------- | ------------- | ------------- | ------------- | ------------- | ----------------- | ----------------- | ----------------- | ----------------- | -------- | ------ | ----------- | ---------- |
| J. Albracht | 45            | 0             | 1             | 0             | 1                 | 0                 | 0                 | 0                 | 46       | 0      | 1           | 0          |
| K. Balewski | 7             | 0             | 0             | 0             | 0                 | 0                 | 0                 | 0                 | 7        | 0      | 0           | 0          |
| J. Beyel    | 2             | 0             | 1             | 0             | 0                 | 0                 | 0                 | 0                 | 2        | 0      | 1           | 0          |
| S. Bieber   | 14            | 0             | 2             | 0             | 1                 | 0                 | 0                 | 0                 | 15       | 0      | 2           | 0          |
| C. Broos    | 17            | 0             | 3             | 0             | 0                 | 0                 | 0                 | 0                 | 17       | 0      | 3           | 0          |
| V. Glavaš   | 23            | 0             | 5             | 0             | 0                 | 0                 | 0                 | 0                 | 23       | 0      | 5           | 0          |
| K. Hartwig  | 40            | 5             | 4             | 1             | 1                 | 0                 | 0                 | 0                 | 41       | 5      | 4           | 1          |
| S. Hwang    | 9             | 3             | 0             | 0             | 0                 | 0                 | 0                 | 0                 | 9        | 3      | 0           | 0          |
| M. Jurácsik | 2             | 0             | 0             | 0             | 0                 | 0                 | 0                 | 0                 | 2        | 0      | 0           | 0          |
| L. Kindgen  | 27            | 0             | 1             | 0             | 1                 | 0                 | 0                 | 0                 | 28       | 0      | 1           | 0          |
| W. Klein    | 18            | 3             | 1             | 0             | 1                 | 0                 | 0                 | 0                 | 19       | 3      | 1           | 0          |
| U. Kober    | 21            | 1             | 4             | 0             | 0                 | 0                 | 0                 | 0                 | 21       | 1      | 4           | 0          |
| W. Ksienzyk | 46            | 3             | 12            | 0             | 1                 | 0                 | 0                 | 0                 | 47       | 3      | 12          | 0          |
| E. Küttner  | 17            | 3             | 6             | 0             | 1                 | 0                 | 0                 | 0                 | 18       | 3      | 6           | 0          |
| A. Lenz     | 0             | 0             | 0             | 0             | 0                 | 0                 | 0                 | 0                 | 0        | 0      | 0           | 0          |
| R. Müller   | 28            | 4             | 0             | 0             | 0                 | 0                 | 0                 | 0                 | 28       | 4      | 0           | 0          |
| T. Pröpper  | 35            | 3             | 6             | 0             | 1                 | 0                 | 1                 | 0                 | 36       | 3      | 7           | 0          |
| D. Pusch    | 45            | 4             | 5             | 1             | 1                 | 0                 | 0                 | 0                 | 46       | 4      | 5           | 1          |
| H. Reif     | 3             | 0             | 0             | 0             | 0                 | 0                 | 0                 | 0                 | 3        | 0      | 0           | 0          |
| T. Richter  | 1             | 0             | 0             | 0             | 0                 | 0                 | 0                 | 0                 | 1        | 0      | 0           | 0          |
| T. Schmugge | 38            | 1             | 5             | 1             | 1                 | 0                 | 0                 | 0                 | 39       | 1      | 5           | 1          |
| F. Straka   | 36            | 3             | 10            | 2             | 0                 | 0                 | 0                 | 0                 | 36       | 3      | 10          | 2          |
| M. Szewczyk | 13            | 2             | 5             | 0             | 0                 | 0                 | 0                 | 0                 | 13       | 2      | 5           | 0          |
| M. Tönnies  | 37            | 17            | 5             | 2             | 0                 | 0                 | 0                 | 0                 | 37       | 17     | 5           | 2          |
| M. Vogt     | 4             | 0             | 0             | 0             | 1                 | 0                 | 0                 | 0                 | 5        | 0      | 0           | 0          |
| R. Voigt    | 36            | 3             | 12            | 0             | 1                 | 1                 | 0                 | 0                 | 37       | 4      | 12          | 0          |
| F. Zilles   | 30            | 0             | 4             | 0             | 1                 | 0                 | 0                 | 0                 | 31       | 0      | 4           | 0          |